# Henry Dunks
Henry Stephen Dunks (* 7. Juni 1882; † 22. März 1955) war ein australischer Politiker der Liberal and Country League (LCL), der unter anderem von 1933 bis 1955 Mitglied des South Australian House of Assembly sowie zwischen 1938 und 1955 Vorsitzender der Ausschüsse und dadurch stellvertretender Sprecher des House of Assembly war.

## Leben
Henry Stephen Dunks wurde am 8. April 1933 für die Liberal and Country League im Drei-Personen-Wahlkreis Sturt erstmals zum Mitglied des South Australian House of Assembly gewählt, des Unterhauses des Parlaments von South Australia, und löste Bob Dale von der Australian Labor Party (ALP) ab. Er vertrat diesen Wahlkreis bis zur Auflösung des Wahlkreises am 18. März 1938. Daraufhin wurde er bei der Wahl am 19. März 1938 im neu geschaffenen Wahlkreis Mitcham wiederum zum Mitglied der Legislativversammlung gewählt, der er bis zu seinem Tode am 22. März 1955 angehörte. Bei der daraufhin notwendigen Nachwahl (By-election) im Wahlkreis Mitcham am 7. Mai 1955 wurde sein Parteifreund Robin Millhouse zu seinem Nachfolger gewählt.
Am 5. November 1938 wurde Dunks als Nachfolger seines zum Minister ernannten Parteifreundes Reginald Rudall als Deputy Speaker and Chairman of Committees zum stellvertretenden Sprecher und Vorsitzenden der Ausschüsse der Legislativversammlung gewählt und bekleidete diese Funktionen bis zu seinem Tode am 22. März 1955, woraufhin sein Parteifreund Berthold Teusner diese Funktionen am 19. Mai 1955 erstmals übernahm.

## Hintergrundliteratur
- Parliament of South Australia: Statistical Record of the Legislature 1836–2007 (Memento vom 11. März 2019 im Internet Archive)

## Weblink
- Mr Henry Dunks. In: Parlament von South Australia. Abgerufen am 12. April 2024 (englisch).